# 高雄都會區快速道路
高雄都會區快速道路，又稱高雄都會快、大中快速道路或大中路高架道路，全線皆位於臺灣高雄市左營區。起於翠華路與崇德路口北側，末端直接接上國道十號。設有大中路東向、翠華路西向及高鐵左營站雙向出口匝道。全線除連接國道十號路段外皆開放大型重型機車通行。

## 簡介
由於高雄都會區快速發展，除了大眾運輸的規畫外，政府也著手於規畫高雄都會區的快速道路，共分三期：
- 第一期為自國道十號接上後延伸至翠華路，並沿著廢棄的臨港線經過鼓山及鹽埕等區，接上成功路，並自凱旋路轉回中山路，一路至小港最南端鳳鼻頭。
- 二期與現今之國道七號類似，但南段在大坪頂附近直接向西繞走小港機場南側接回中山路（今國道七號規劃則是繼續往南至林園、鳳鼻頭）。另外有楠梓東西向快速道路。
- 三期則為沿著台29線的快速道路，以及右昌至市區的左營外環高架快速道路。

2005年，交通部運輸研究所完成《台灣地區省、縣道路線檢討與編號調整規劃》，再次於高雄都會區規劃了五條快速道路：
- 第一條仍為大中路至小港的快速道路，列為市區快速道路，不編號。
- 第二條為「台57號省道」，稱為澄清湖至小港機場線，為普通省道，路線與上述二期路線除了北端原規劃接上國道十號改為澄清湖外，其餘與原設計相同。該路線後來改稱為「R2生活圈道路」，於2006年完工，路線為神農路－光明路－新厝路－大平路－高松路－宏平路。然而並未編為省道，僅小港至台25線段編為高74號鄉道。
- 第三條為「台90號省道」，稱為台鐵屏東線，為快速道路；路線為自鼓山路沿著地下化後的原台鐵路廊至鳳山磚仔窯，再跨過高屏溪進入屏東縣。然而後來台鐵地下化路廊規劃為園道，本路線無疾而終。
- 第四條第五條為遠期計畫，未編號，即原本高雄市規劃的三期快速道路和二期快速道路中的楠梓東西向快速道路。
  - 第四條稱作「都會區外環線」，為自國道三號沿著台29線至台17線的路線。
  - 第五條為「後勁左營營區線」，從中華路往北接中正路，之後沿著右昌聚落西側外緣往北，再沿著後勁溪往東接國道一號，最後接上國道十號。右昌、中正路段後來成為新台17線路廊，但部分路段因通過軍方用地而尚未闢建。

後謝長廷擔任市長時，其政策方向為市區盡量不要有高架道路，因此高雄都會區快速道路第一期只興建至翠華路，其餘路線則沒有興建。後由於高雄都會區快速道路連接了高鐵左營站，以及北高雄的興起，令國道十號市區段以及高雄都會區快速道路之重要性大幅提升，聯繫國道一號與國道十號的鼎金系統交流道因此在尖峰時間常常塞車。
另外，上述規劃的台鐵屏東線雖然無疾而終，但由於台88線運輸量日益增加而出現壅塞，令高屏第二東西向快速公路的規劃出現，並有提出多項方案，評估後以大致沿著市道186號、屏東機場北側的路線為首選。

## 出入口列表
| 高雄都會區快速道路路線設施里程一覽表 |      |            |                       |                             |        |        |                                                                |
| 標誌                                 | 里程 | 名稱       | 順樁預告              | 逆樁預告                    | 形式   | 通車日 | 銜接道路 →聯絡地區                                             |
| 出口                                 | 0.0  | 中華路     | 快速道路起點          | 市區 南 中華路 快速道路終點 | 直接式 | 2005年 | 翠華路南、中華一路 →左營區、鼓山區、蓮池潭、壽山國家自然公園   |
| 出口                                 |      | 高鐵左營站 | 高鐵左營站            | 高鐵左營站                  | 匝道   | 2006年 | 站區道路 →高鐵左營站                                           |
| 出口                                 |      | 翠華路     | （僅西出東入）        | 楠梓 北 翠華路              | 匝道   | 2005年 | 翠華路北 →左營區、楠梓區                                       |
| 出口                                 |      | 大中路     | 大中路 民族一路       | （僅東出西入）              | 匝道   | 2005年 | 大中二路、民族一路、華夏路僅出口匝道、文川路僅入口匝道 →左營區 |
| 出口                                 | 2.2  | 左營端     | 高速公路 快速道路終點 | 快速道路起點                | 直接式 | 2005年 | 高雄支線                                                       |
|                                      |      |            |                       |                             |        |        |                                                                |

## 車道數及速限
| 路段                   | 車道數 | 車道數 | 車道數 | 速限 （km/h） |
| 路段                   | 東行   | 西行   | 雙向   | 速限 （km/h） |
| ---------------------- | ------ | ------ | ------ | ------------- |
| 中華路出口～高鐵左營站 | 2      | 2      | 4      |               |
| 高鐵左營站～翠華路出口 | 2      | 1      | 3      |               |
| 翠華路出口～左營端     | 2      | 2      | 4      |               |